# Eugeniusz (cesarz)
Flawiusz Eugeniusz, łac. Flavius Eugenius (ok. 350 r. – 6 września 394) – cesarz rzymski w latach 392–394.

## Życiorys

### Pochodzenie i pierwszy okres rządów
Eugeniusz był nauczycielem literatury łacińskiej i retoryki. W 389 roku zaprzyjaźnił się z wodzem Arbogastem, który uczynił go naczelnikiem kancelarii na dworze cesarza Walentyniana II. Dzięki temu posunięciu rzymski wódz miał wgląd do listów cesarza. W wyniku konfliktu pomiędzy Arbogastem a Walentynianem ten ostatni poniósł śmierć. Trzy miesiące później, 22 sierpnia 392, Arbogast wyniósł Eugeniusza na tron.
Nowemu cesarzowi podlegał zachód cesarstwa (początkowo bez Italii). Na wschodzie rządził cesarz Teodozjusz. Eugeniusz zabiegał początkowo o uznanie dla swojej władzy przez Teodozjusza. Na wybijanych monetach widniały postacie obu cesarzy, a do Konstantynopola wysłano poselstwo, któremu jednak nie udało się osiągnąć zamierzonego celu, ponieważ Teodozjusz parł do wojny. Zanim doszło do militarnego rozstrzygnięcia, Eugeniusz i Arbogast umocnili obronę prowincji nadreńskich. Zimą 393 wojska rzymskie spacyfikowały tereny barbarzyńców leżące w tym rejonie.

### Rządy w Rzymie, wojna i śmierć
Następnie wiosną 393 r. Eugeniusz opanował bez walki Italię. W Rzymie popierała go wciąż liczna, mimo prześladowań ze strony chrześcijan, politeistyczna elita intelektualna i polityczna (Senat). Wiązała ona z panowaniem Eugeniusza nadzieje na powrót do wiary przodków lub przynajmniej tolerancję religijną. Eugeniusz, mimo iż sam był chrześcijaninem, zaczął realizować propoliteistyczną politykę. Zezwolił na powrót do sali zgromadzeń senatu posągu Wiktorii, przywrócił świątyniom bogów starożytnego Rzymu dobra skonfiskowane przez poprzednich chrześcijańskich cesarzy. Odrestaurowano również świątynię Wenus i Romy, odbudowano świątynię Marsa w Ostii, oraz zburzono kilka kościołów. Działania Eugeniusza wspierali wyznawcy wiary przodków: Virius Nicomachus Flavianus – prefekt pretorium w Italii – i jego syn Nicomachus Flavianus – prefekt Rzymu. Mimo licznych działań na rzecz dawnej religii, za rządów Eugeniusza nie doszło do krwawych prześladowań religijnych, chociaż wyruszając na wojnę z Teodozjuszem, Eugeniusz zapowiedział, że w przypadku zwycięskiego powrotu zamieni kościoły w stajnie, a mnichów wcieli do armii.
Do jedynej bitwy doszło nad Frygidusem w dniach 5–6 września 394. Pierwszego dnia triumfowały wojska Eugeniusza i Arbogasta, które zadały oddziałom Teodozjusza poważne straty. Cesarscy wodzowie rozważali nawet uznanie się za pokonanych i wycofanie z pola walki. Teodozjusz postanowił jednak zaryzykować kolejne starcie następnego dnia. 6 września wojska Teodozjusza ponownie zeszły w dolinę, zaskakując wojska Eugeniusza, który nie spodziewał się, że jego przeciwnik zdecyduje się na kontynuowanie walki. Podczas powstałego zamieszania Eugeniusz został pojmany przez żołnierzy i doprowadzony do Teodozjusza, gdzie miał błagać o jego łaskę. Teodozjusz rozkazał ściąć jeńca, a jego głowę obnosić po polu bitwy.